# 栃木県道143号黒田原停車場線
栃木県道143号黒田原停車場線（とちぎけんどう143ごう くろだはらていしゃじょうせん）は、栃木県那須郡那須町を通る一般県道である。

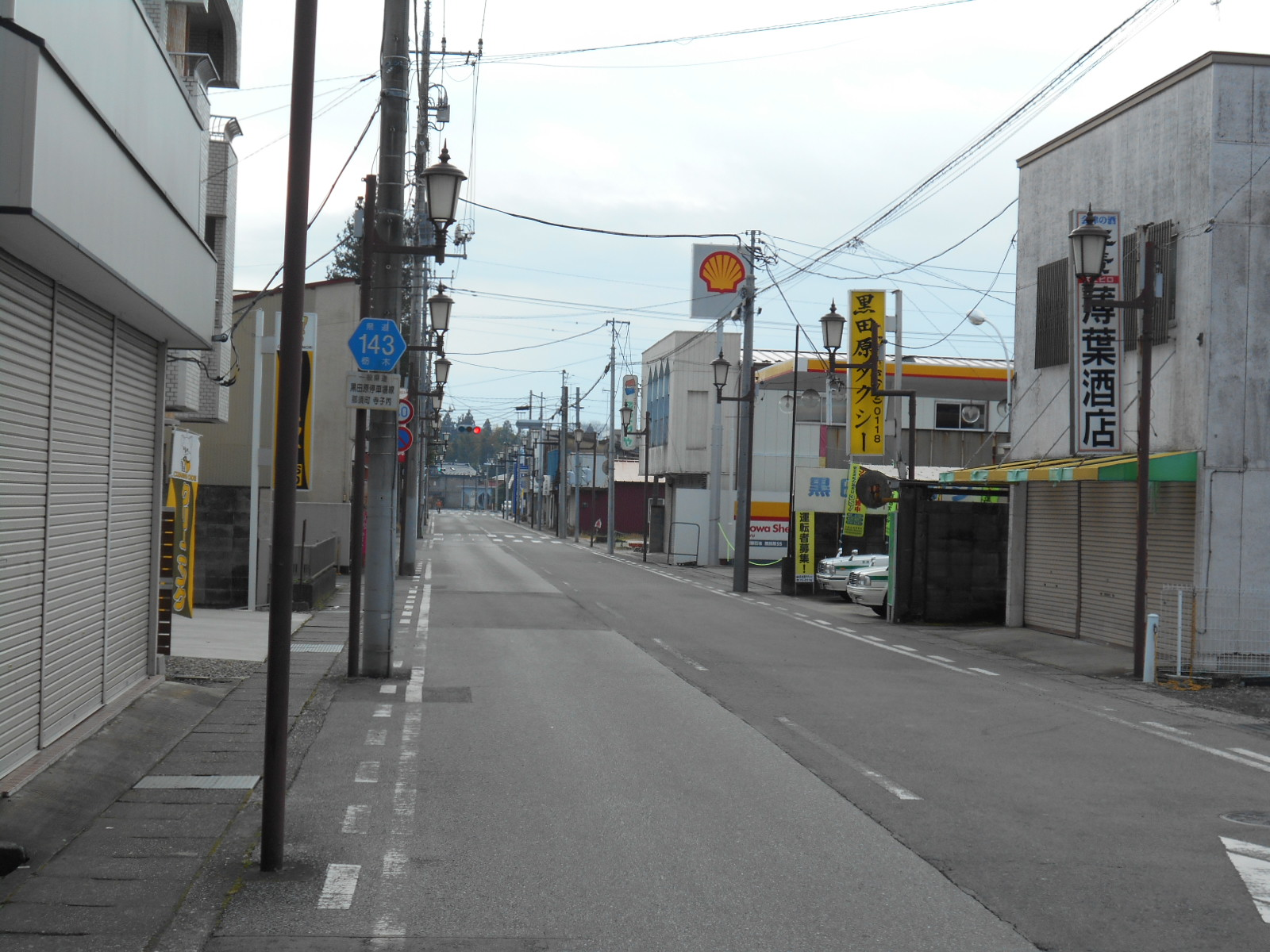

## 路線概要
- 指定：1965年（昭和40年）5月7日
- 距離：0.376km
- 起点：栃木県那須郡那須町寺子丙（JR黒田原駅）
- 終点：栃木県那須郡那須町寺子丙（栃木県道28号大子那須線交点）

## 接続する主な道路
- 栃木県道211号豊原高久線

## 沿線施設
- JR東北本線 黒田原駅